# 奧蕾絲雅·盧琳
奧蕾絲雅·盧琳 （俄語：Oлeся Pулин；1986年3月17日—）是一位俄裔美國人，女演員及歌手。她最為人所知的是歌舞青春系列電影中的角色凱西·尼爾森（Kelsi Nielsen）。此外，她與潔西卡·辛普森一道出演了2008年喜劇片電影大明星（Major Movie Star），以及和比利·雷·希拉聯袂演出劇情片飛過（Flying By）。

## 早期生活
盧琳出生於前俄羅斯蘇維埃聯邦社會主義共和國首都莫斯科。她早年生活在莫斯科北部，3個小時路程外的一個只有12戶人家的小村莊利庫斯拉夫爾里。 8歲時，她移民到美國，与兩年前加入美國國籍的父親團聚。他們最初住在德克薩斯州，後來搬到猶他州。 她會讀、寫和說流利的俄語。她同時還是一個訓練有素的芭蕾舞演員。12歲時，在母親的強烈要求下，她參加了一個尋找模特比賽，最后獲得四個不同機構的代表權。在成為全職演員前，她做過一年的執業助理護士，也在類似於維多利亞的秘密的商店工作過；在第一部歌舞青春上映時，她還在Nordstrom上班。在出演歌舞青春2之餘，她同時也在巴黎學習經濟學。2005年，盧琳從西喬丹高中（West Jordan High）畢業。

## 演藝生涯
除了《歌舞青春》系列電影中的角色外，她還出演了迪士尼頻道原創電影《萬聖節鎮高中》（Halloweentown High）、《消失點》（The Poof Point）、《尋找》（Hounded），以及電視劇《長青林》（Everwood）和故事片《永遠堅強》（Forever Strong）、《匪徒和摩門教徒》（Mobsters and Mormons）、《舞蹈》（The Dance）。盧琳在《歌舞青春2》中的角色明顯比第一集戲份要多許多，包括"You Are The Music In Me"中的獨唱和"Work This Out"中的對白。盧琳在《歌舞青春3：畢業季》中繼續飾演凱西·尼爾森，戲份也繼續增加，參與演唱了三首歌，其中一首与卢卡斯·格拉贝尔合唱。盧琳與潔西卡·辛普森一道出演了2008年喜劇片《電影大明星》（Major Movie Star，在美國的發行名字為Private Valentine: Blonde & Dangerous）。

## 影片目錄
| 年份 | 原名                                  | 譯名                         | 角色                                 | 備註                          |
| ---- | ------------------------------------- | ---------------------------- | ------------------------------------ | ----------------------------- |
| 2001 | The Poof Point                        | 消失點                       | 安妮（Annie）                        | 電視作品(迪士尼頻道)          |
| 2001 | Hounded                               | 尋找                         | 女孩1                                | 電視作品(迪士尼頻道)          |
| 2002 | Touched by an Angel                   | 与天使接觸                   | 高中生                               | 僅1集                         |
| 2004 | Everwood                              | 常青林                       | 醉酒女孩                             | 僅1集                         |
| 2004 | Halloweentown High                    | 萬聖節鎮高中                 | 娜塔莉（Natalie，粉紅色巨人）        | 電視作品(迪士尼頻道)          |
| 2005 | Urban Legends: Bloody Mary            | 下一個就是你：血腥瑪麗       | 敏蒂（Mindy，Samantha的朋友）        | 直接發行DVD的電影             |
| 2005 | Mobsters and Mormons                  | 匪徒和魔門教徒               | 朱莉·吉姆斯（Julie Jaymes）          | 主要角色                      |
| 2006 | High School Musical                   | 歌舞青春                     | 凱西·尼爾森（Kelsi Nielsen）         | 電視作品(迪士尼頻道)          |
| 2006 | Vampire Chicks with Chainsaws         | 拿著電鋸的菜鳥吸血鬼         | 莎莉雅（Sariah）                     | 直接發行DVD的電影             |
| 2007 | American Pastime                      | 美國消遣                     | 凱西·雷斯（Cathy Reyes）             | 龍套角色                      |
| 2007 | The Dance                             | 舞蹈                         | 佈蘭特妮（Britney）                  | 龍套角色                      |
| 2007 | High School Musical 2                 | 歌舞青春2                    | 凱西·尼爾森（Kelsi Nielsen）         | 電視作品(迪士尼頻道)          |
| 2008 | Private Valentine: Blonde & Dangerous | 列兵瓦倫天娜：金髮女郎与危險 | 彼特羅維奇（Petrovich）              | 主要角色                      |
| 2008 | Forever Strong                        | 永遠堅強                     | 艾美麗的朋友                         | 龍套角色                      |
| 2008 | High School Musical 3: Senior Year    | 歌舞青春3：畢業季            | 凱西·尼爾森（Kelsi Nielsen）         | 配角                          |
| 2009 | Flying By                             | 飛過                         | 艾麗（Ellie）                        | 在Lifetime播出，現已發行DVD   |
| 2009 | Greek                                 | 希臘字母                     | 艾比（Abby）                         | 在劇中不斷重複出現            |
| 2010 | Apart                                 | 離開                         | 艾美麗·蓋茨（Emily Gates）           | 後期制作中                    |
| 2010 | Expecting Mary                        | 等待瑪麗                     | 瑪麗（Mary）                         | 後期制作中                    |
| 2010 | CSI: Miami                            | CSI犯罪現場：邁阿密          | 安德里亞·威廉姆斯（Andrea Williams） | 電視劇(劇集 "Mommie Deadest") |
| 2013 | Family Weekend                        | 爸媽被我綁架了               | 艾蜜莉（Emily）                      | 主要角色                      |
| 2015 | The Night Shift season 2              | 夜班醫生 第二季              | 布麗安娜·沃德（Brianna Ward）        | 第二位狙擊手                  |

## 外部連結
- 官方網站
- Olesya Rulin在互联网电影资料库（IMDb）上的資料（英文）
- Olesya Rulin在TV.com